# Ablaincourt-Pressoir
Ablaincourt-Pressoir è un comune francese di 272 abitanti situato nel dipartimento della Somme nella regione dell'Alta Francia. Esso risulta dalla fusione dei due comuni contigui di Ablaincourt e di Pressoir, avvenuta nel 1966.
I comuni de Bovent e di Gomiécourt, istituiti durante la Rivoluzione francese, erano stati assorbiti tra il 1790 e il 1794 da quello di Ablaincourt.

## Società

### Evoluzione demografica
Abitanti censiti